# Південні ворота Гераси
Південні ворота Гераси — монументальна споруда античного міста Гераса, котре передувало сучасному Джерашу (знаходиться за три з половиною десятки кілометрів на північ від столиці Йорданії Амману). Складова частина грандіозного комплексу руїн Гераси.

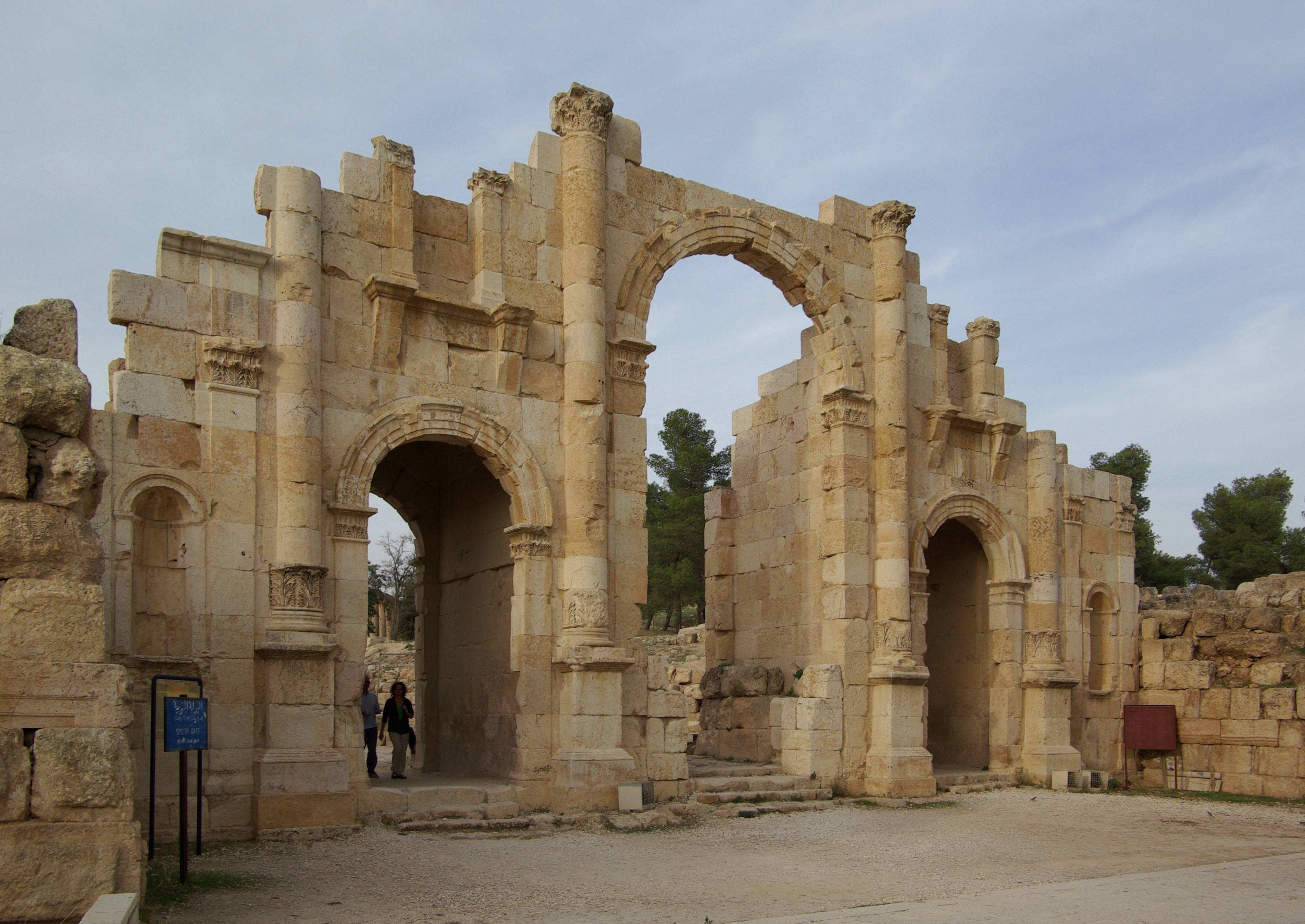
Вид на ворота з південної (зовнішньої) сторони. Обабіч воріт виступають вежі оборонного мура

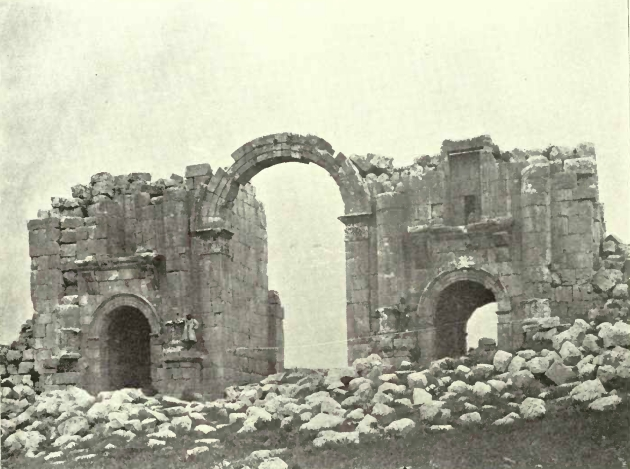
Ворота до реставрації у 1906

Південні ворота знаходяться в місці, де до Гераси підходила дорога із Філадельфії (інше велике місто Декаполісу), котра своєю чергою стояла на Via Traiana Nova — спорудженій на початку 2 століття н. е. римській трасі, котра з'єднувала Зайордання із портом на Червоному морі. Можливо відзначити, що транзитна дорога між Філадельфією та портами Середземного моря (Птолемаїда, Кесарія) відігравала значну роль в економічному процвітанні Гераси, а місця її проходження через оборонну систему міста відзначили монументальними спорудами (окрім Південних, сьогодні можна оглянути навіть краще відреставровані Північні ворота).
Споруда має три аркові проходи — центральний, шириною 4,2 метра, та бічні з аналогічним показником лише по 2,3 метра. Оскільки ворота були не лише елементом оборонної системи міста, але й виконували певну естетичну функцію, на кожному з фасадів наявні по чотири напівколони з капітелями коринфського ордера, а над бічними проїздами розмістили ніші (крім того, ще дві ніші знаходились ліворуч та праворуч від проїздів на зовнішній стороні споруди).

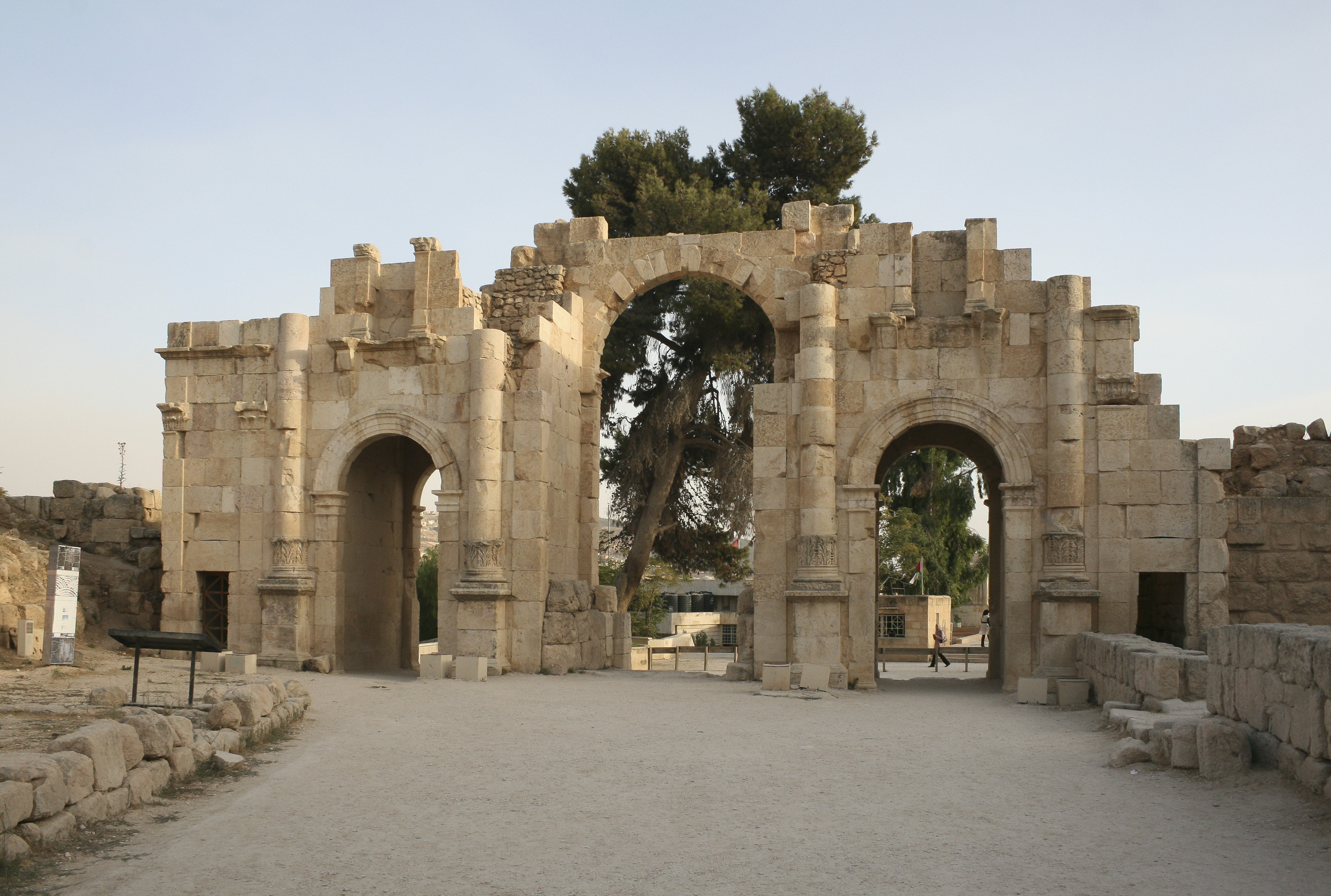
Ворота з внутрішньої сторони

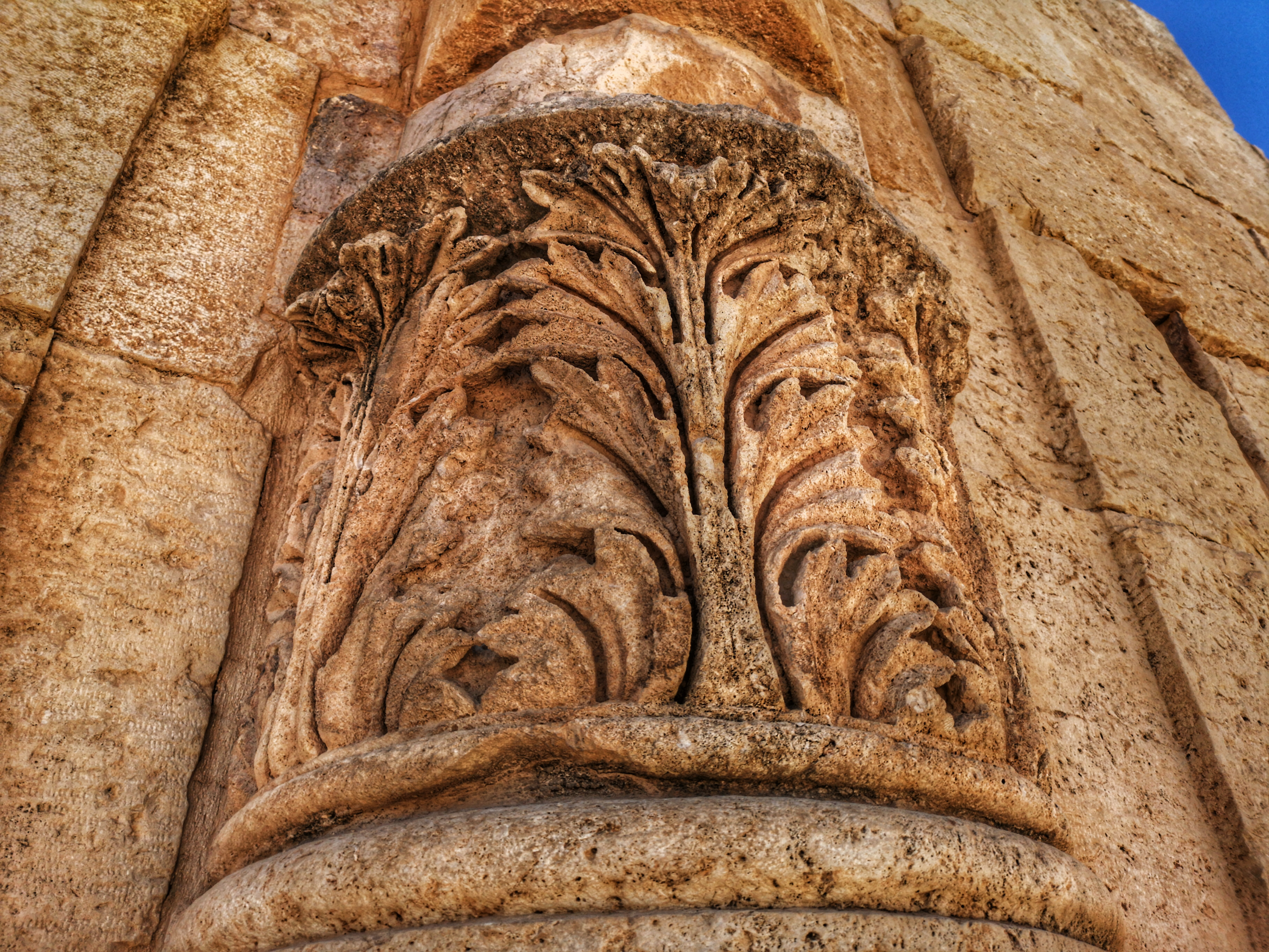
Елемент оздоблення воріт

За пів кілометра південніше від воріт розташована винесена за межі міста Арка Адріана (саме від неї відвідувачі починають огляд руїн Гераси), споруджена під час візиту імператора у 130 році. Обидві споруди знаходяться на одній осі та вельми подібні за конструкцією, що дозволяє зробити припущення про їх появу приблизно в один і той же час. Ворота при цьому замінили попередню споруду аналогічного призначення, котра розташовувалась дещо західніше по лінії стін та мала лише один проїзд шириною 2,7 метра. Припускають, що при запланованому подальшому розширенні міста зазначена Арка повинна була стати новою міською брамою, тоді як Південні ворота опинились би не на околиці, а посеред міських кварталів. Втім, якщо такі плани розширення й були, то вони залишились нездійсненими, щобільше, археологи вважають, що навіть вже охоплена міськими мурами територія так і не була повністю забудована.
Обабіч Південних воріт тягнуться залишки оборонного мура, котрий колись оточував місто та мав загальну довжину 3,45 км. Споруджений орієнтовно у 60-70 роках н. е. його перший варіант був завтовшки лише 1,75 метра, тоді як надалі цей показник збільшили до 3 метрів (стіна, котру ми бачимо біля Південних воріт, належить до IV століття). На відстані у кілька десятків метрів одна від одної у мур вбудували квадратні вежі — понад сотню на весь периметр — з розмірністю 6 метрів. Залишки випнутих за лінію мура двох веж візантійського періоду можна побачити безпосередньо ліворуч та праворуч від воріт.